# Vanness Wu
Vanness Wu (chiń. upr. 吴建豪; chiń. trad. 吴建豪; pinyin Wú Jiànháo; ur. 7 sierpnia 1978 r. w Santa Monica) – amerykańsko-tajwański aktor i piosenkarz. Mówi biegle po angielsku i mandaryńsku. Był członkiem tajwańskiego boysbandu JVKV. Wydał również cztery albumy solowe, trzy japońskie single i współpracował z koreańską gwiazdą Kangta. Dubbingował postać Jacka w filmie LaMB (2009).

## Albumy
- Body Will Sing
- V.DUBB
- In Between
- Reflections
- V
- C’est La "V"
- Different Man
- #MWHYB

## Single
- Scandal – Kangta & Vanness
- ONLY – Pierwszy japoński singiel
- I Don’t Wanna Lose You – Drugi japoński singiel
- Reason – Trzeci japoński singiel
- No More Tears
- Soldier
- Endless Dance